# Huang Changzhou
Huang Changzhou (* 20. August 1994 in Deyang) ist ein chinesischer Leichtathlet, der sich auf den Weitsprung spezialisiert hat. 2018 gewann er die Bronzemedaille bei den Hallenweltmeisterschaften in Birmingham und 2017 wurde er in dieser Disziplin Asienmeister.

## Sportliche Laufbahn
Erste internationale Erfahrungen sammelte Huang Changzhou bei den Asienmeisterschaften 2015 in Wuhan, bei denen er keinen gültigen Versuch zustande brachte. Im Jahr darauf belegte er bei den Hallenasienmeisterschaften in Doha mit 7,81 m den fünften Platz und qualifizierte sich damit für die Hallenweltmeisterschaften in Portland, bei denen er mit 7,21 m die Bronzemedaille hinter dem US-Amerikaner Marquis Dendy und Fabrice Lapierre aus Australien gewann. Im Sommer nahm er an den Olympischen Spielen in Rio de Janeiro teil und erreichte dort mit 7,86 m im Finale den elften Platz. 2017 siegte er mit einem Sprung auf 8,09 m bei den Asienmeisterschaften in Bhubaneswar und erhielt damit ein Freilos für die Weltmeisterschaften, bei denen er mit 7,70 m in der Qualifikation ausschied. 2018 klassierte er sich bei den Hallenweltmeisterschaften in Birmingham mit 7,75 m auf Rang zehn. Im Jahr darauf gewann er bei den Asienmeisterschaften in Doha mit einer Weite von 7,97 m die Bronzemedaille hinter dem Japaner Yūki Hashioka und seinem Landsmann Zhang Yaoguang. Damit qualifizierte er sich für die Weltmeisterschaften ebendort, bei denen er aber mit 7,81 m in der Vorrunde ausschied. Anschließend gewann er bei den Militärweltspielen in Wuhan mit einer Weite von 8,12 m die Silbermedaille hinter seinem Landsmann Wang Jianan. 2021 nahm er an den Olympischen Sommerspielen in Tokio teil und belegte dort mit 7,72 m im Finale den zehnten Platz.
2022 startete er bei den Weltmeisterschaften in Eugene und schied dort mit 7,75 m in der Qualifikationsrunde aus.
In den Jahren 2019 und 2021 wurde Huang chinesischer Meister im Weitsprung.

## Persönliche Bestleistungen
- Weitsprung: 8,33 m (+0,5 m/s), 15. September 2020 in Shaoxing
  - Weitsprung (Halle): 8,21 m, 20. März 2016 in Portland